# Cyathea hymenophylloides
Cyathea hymenophylloides är en ormbunkeart som först beskrevs av L. D. Gómez, och fick sitt nu gällande namn av Maarten J.M. Christenhusz. Cyathea hymenophylloides ingår i släktet Cyathea och familjen Cyatheaceae. Inga underarter finns listade.